# Multimodus incompletus
Multimodus incompletus is een fossiele soort schietmot uit de familie Vitimotauliidae.